# Cairn des Grays
Der Cairn des Grays (auch Dolmen des Grays genannt) liegt nahe dem Atlantik, südlich von Billiers bei Vannes im Département  Morbihan in der Bretagne in Frankreich.
Vom Parkplatz am Strand etwa 500 Meter westwärts entlang des Küstenweges gelangt man zu den Resten eines großen Cairns. Auf den Resten des Hügels, über der Mündung der Vilaine, liegen viele große Felsen. Die nähere Betrachtung zeigt, dass es sich um einen Cairn von etwa 30,0 Metern Durchmesser mit drei bis fünf Gangdolmen (französisch Dolmen à couloir) handelt, von denen zwei einige ihrer Decksteine in situ haben. Die Konfiguration ist vergleichbar mit Min Goh Ru bei Larcuste.
Die Anlage ist seit 1934 als Monument historique eingestuft. 
In der Nähe liegt der Dolmen du Crapaud.